# Hrotnatka (Daphnia)
Hrotnatka (Daphnia) je rod malých korýšů z řádu perlooček. Je součástí sladkovodního planktonu. Délka těla se pohybuje od 1 do 5 mm. Nápadným znakem je hrot na konci těla.
Známými a běžnými druhy jsou například hrotnatka obecná (Daphnia pulex) a hrotnatka velká (Daphnia magna). Hrotnatek je známo kolem sta druhů, např. hrotnatka jezerní (Daphnia cucullata), hrotnatka bělavá (Daphnia lacustris), hrotnatka štíhlá (Daphnia hyalina), hrotnatka průhledná (Daphnia longispina), hrotnatka beztrnná (Daphnia obtusa) a hrotnatka rybniční (Daphnia pulicaria).